# Jean Cornet
Pour les articles homonymes, voir Cornet.
Jean Cornet (Besançon, le 26 juin 1909 — Cromary, le 8 septembre 1944) est un résistant français, commandant dans le maquis du Doubs. Tué à l'ennemi durant les combats de la Libération de Besançon le jour de celle-ci, il a reçu plusieurs titres et hommages,,.

## Biographie
Jean Cornet, avocat de profession, s'engage dans la Résistance et devient chef de bataillon. Il meurt sur la route de Vieilley à Cromary, dans le cadre de la bataille pour la Libération de Besançon,,,. Il est considéré comme mort pour la France, reçoit à titre posthume la Médaille de la Résistance, et obtient le grade de commandant des Forces françaises de l'intérieur. Son nom est inscrit à Notre-Dame de la Libération, au monument aux morts du cimetière des Chaprais, ainsi que sur le Livre d’Or des habitants morts pour la France. L'ancienne place de l'État-Major est rebaptisée en son honneur. 